# Anisodes pictimaculis
Anisodes pictimaculis är en fjärilsart som beskrevs av Louis Beethoven Prout 1929. Anisodes pictimaculis ingår i släktet Anisodes och familjen mätare. Inga underarter finns listade i Catalogue of Life.